# Consorzio Trasporti Pubblici Insubria
Il Consorzio Trasporti Pubblici Insubria s.c.a.r.l., meglio conosciuto come CTPI, è una società consortile mista di trasporto pubblico di Varese.
Gestisce il trasporto urbano e extraurbano di Varese.

## Linee Autobus Urbani
Nella città di Varese sono disponibili seguenti linee di autobus:
- A Biumo Superiore-Capolago
- B Corridoni-Sangallo
- C Sacro Monte - Bizzozero (Nabresina)
- CF Sacro Monte - Campo dei Fiori
- E Avigno/Palasport - Bizzozero
- G P.zza Trieste - Cimitero Giubiano
- H Montello - San Fermo
- N Calcinate del Pesce - Belforte/Cascina Mentasti
- O P.zza Trieste - Ospedale Circolo
- P Olona-Velate
- Z Bregazzana - Calcinate degli Origoni